# 128593 Balfourwhitney
128593 Balfourwhitney è un asteroide della fascia principale. Scoperto nel 2004, presenta un'orbita caratterizzata da un semiasse maggiore pari a 2,7396176 au e da un'eccentricità di 0,2074559, inclinata di 3,43925° rispetto all'eclittica.